# Sporting Club d'Escaldes
El Sporting Club d'Escaldes es un club andorrano de fútbol con sede en la parroquia de Las Escaldas-Engordany. El club se fundó en 1977 bajo el nombre Sporting Club d'Engordany y en 1998 cambió al nombre actual. 
Actualmente se encuentra inactivo.
El club cuenta con un equipo femenino de Fútbol sala.

## Temporadas
| Temporada |                 | Pos. | PJ. | G | E | P  | GF | GC  | DG   | Pts | Copa             |
| --------- | --------------- | ---- | --- | - | - | -- | -- | --- | ---- | --- | ---------------- |
| 1995-96   | Primera Divisió | 6    | 18  | 7 | 2 | 9  | 38 | 35  | +3   | 23  | ?                |
| 1996-97   | Primera Divisió | 6    | 22  | 8 | 6 | 8  | 51 | 39  | +12  | 30  | ?                |
| 1997-98   | Primera Divisió | 5    | 20  | 7 | 4 | 9  | 37 | 63  | -26  | 25  | ?                |
| 1998-99   | Primera Divisió | 8    | 22  | 7 | 5 | 10 | 29 | 44  | -15  | 26  | ?                |
| 1999-00   | Primera Divisió | 7    | 12  | 1 | 2 | 9  | 12 | 66  | -54  | 5   | Primera ronda    |
| 2000-01   | Primera Divisió | 6    | 20  | 5 | 5 | 10 | 35 | 35  | -4   | 20  | Primera ronda    |
| 2001-02   | Primera Divisió | 8    | 20  | 2 | 3 | 15 | 15 | 62  | -47  | 9   | Cuartos de final |
| 2002-03   | Primera Divisió | 9    | 16  | 0 | 0 | 16 | 10 | 101 | -91  | 0   | Primera ronda    |
| 2003-04   | Segona Divisió  | 8    | 16  | 3 | 1 | 12 | 27 | 58  | -31  | 10  | Segunda ronda    |
| 2004-05   | Segona Divisió  | 5    | 14  | 5 | 2 | 7  | 22 | 25  | -3   | 17  | Primera ronda    |
| 2005-06   | Segona Divisió  | 5    | 12  | 3 | 2 | 7  | 14 | 36  | -12  | 11  | Primera ronda    |
| 2006-07   | Segona Divisió  | 6    | 14  | 4 | 1 | 9  | 19 | 38  | -19  | 13  | Primera ronda    |
| 2007-08   | Segona Divisió  | 8    | 16  | 4 | 0 | 12 | 33 | 66  | -33  | 12  | Segunda ronda    |
| 2018-19   | Segona Divisió  | 10   | 18  | 1 | 0 | 17 | 20 | 120 | -100 | 3   | No participó     |